# DataparkSearch
DataparkSearch Engine — поисковая машина с открытым исходным текстом, написанная на языке С. Распространяется по лицензии GNU GPL. Предназначена для организации поиска на одном или многих веб-серверах.
DataparkSearch самостоятельно может индексировать текст, HTML и XML, а также многие другие данные, используя внешние парсеры.
Машина готова для индексирования многоязычных сайтов: поддерживается множество различных кодировок и языков, а также их автоматическое определение; использует технологию согласования содержимого для индексирования копий одной и той же страницы на разных языках; может искать без учёта акцентов символов (диакритических знаков); а также разбивать на слова и фразы китайского, корейского, тайского и японского языков. Возможно использование синонимов, акронимов и всех морфологических форм слова для расширения результатов поиска.
Использует собственную технологию ссылочного ранжирования, основанную на нейронной сети. Эта технология называется Neo Popularity Rank. Результаты поиска могут сортироваться по релевантности, популярности, дате последнего изменения и по важности (произведению релевантности на популярность).
Для уточнения ранжирования сайтов может автоматически строить рефераты индексируемых страниц, состоящие из трёх наиболее важных предложений.